# Пьюласки (округ, Индиана)
Пьюла́ски (англ. County) — округ в штате Индиана, США. Официально образован 7 февраля 1835 года. По состоянию на 2013 год, численность населения составляла 13 007 человек.

## География
По данным Бюро переписи США, общая площадь округа равняется 1125,40 км², из которых 1123,10 км² суша и 2,30 км², или 0,20 %, это водоёмы.

## Население
По данным переписи населения 2000 года в округе проживает 13 755 жителей в составе 5170 домашних хозяйств и 3779 семей. Плотность населения составляет 12,00 чел./км². На территории округа насчитывается 5918 жилых строений, при плотности застройки около 5 строений на км². Расовый состав населения: белые — 97,53 %, афроамериканцы — 0,92 %, коренные американцы (индейцы) — 0,22 %, азиаты — 0,20 %, гавайцы — 0,02 %, представители других рас — 0,35 %, представители двух или более рас — 0,76 %. Испаноязычные составляли 1,39 % населения независимо от расы.
В составе 33,90 % из общего числа домашних хозяйств проживают дети в возрасте до 18 лет, 61,40 % домашних хозяйств представляют собой супружеские пары проживающие вместе, 7,30 % домашних хозяйств представляют собой одиноких женщин без супруга, 26,90 % домашних хозяйств не имеют отношения к семьям, 23,50 % домашних хозяйств состоят из одного человека, 11,40 % домашних хозяйств состоят из престарелых (65 лет и старше), проживающих в одиночестве. Средний размер домашнего хозяйства составляет 2,59 человека, и средний размер семьи 3,06 человека.
Возрастной состав округа: 26,90 % моложе 18 лет, 7,40 % от 18 до 24, 27,30 % от 25 до 44, 23,00 % от 45 до 64 и 23,00 % от 65 и старше. Средний возраст жителя округа 38 лет. На каждые 100 женщин приходится 101,80 мужчин. На каждые 100 женщин старше 18 лет приходится 99,70 мужчин.
Средний доход на домохозяйство в округе составлял 35 422 USD, на семью — 41 028 USD. Среднестатистический заработок мужчины был 30 673 USD против 21 246 USD для женщины. Доход на душу населения составлял 16 835 USD. Около 6,30 % семей и 8,30 % общего населения находились ниже черты бедности, в том числе — 10,40 % молодежи (тех, кому ещё не исполнилось 18 лет) и 6,90 % тех, кому было уже больше 65 лет.